# Carlo Zen
卡罗尔·曾 / Carlo Zen（日語：カルロ・ゼン）是一名日本小说作者和游戏文案编剧。

## 职业经历
最初将小说《幼女战记》发布在小说网站Arcadia上。2013年6月，该系列的第一卷由Enterbrain出版。该系列随后被改编为漫画、动畫和一部电影。
2019年4月，加入日本科学幻想小说作家协会。

## 作品

### 小说
- 幼女战记（由Enterbrain出版，12卷，2013 – ）
- （由星海社FICTIONS出版，全4卷，2014 – 2017）
- （原作：Sega，插图：三輪士郎，由星海社FICTIONS出版，2016）
- （由Enterbrain出版，2016）
- 烧鸟YAKITORI（插图：so-bin，由早川書房出版，2卷，2017 –  / 新星出版社 2023年）

### 漫画原作
- 幼女战记（連載於KADOKAWA《Comp Ace》，27卷，2016 – ）
- 賣國機關（作畫：品佳直，連載於新潮社，8卷，2018 – ）
- （連載於講談社《Morning》，4卷，2018 – ）

### 游戏文本
- 编剧）
- （原作者，编剧）

### 杂志刊物和文集
虚构小说
- ，收錄於《S-F Magazine》2017年8月號
- ，收錄於《 = 》（2018年1月）
- 、等，收錄於

散文
- 「a day in my squad731」case.177，收錄於2017年11月號